# WTA Finals 2022 - Singolare
Garbiñe Muguruza era la detentrice del titolo ma non si è qualificata per quest'edizione del torneo.
In finale Caroline Garcia ha sconfitto Aryna Sabalenka con il punteggio di 7-6(4), 6-4.

## Giocatrici
1. Iga Świątek (semifinale)
2. Ons Jabeur (round robin)
3. Jessica Pegula (round robin)
4. Coco Gauff (round robin)

1. Maria Sakkarī (semifinale)
2. Caroline Garcia (Campionessa)
3. Aryna Sabalenka (finale)
4. Dar'ja Kasatkina (round robin)

### Riserve
1. Veronika Kudermetova (non ha giocato)

1. Madison Keys (non ha giocato)

## Tabellone

### Legenda
| - Q = Qualificato - WC = Wild card - LL = Lucky loser | - ALT = Alternate - SE = Special Exempt - PR = Protected Ranking | - w/o = Walkover - r = Ritirato - d = Squalificato |

### Fase finale
|  | Semifinali | Semifinali      | Semifinali      | Semifinali | Semifinali |  |  | Finale | Finale          | Finale          | Finale | Finale |  |
|  |            |                 |                 |            |            |  |  |        |                 |                 |        |        |  |
|  | 1          | Iga Świątek     | 2               | 6          | 1          |  |  |        |                 |                 |        |        |  |
|  | 7          | Aryna Sabalenka | 6               | 2          | 6          |  |  | 7      | Aryna Sabalenka | Aryna Sabalenka | 64     | 4      |  |
|  | 6          | Caroline Garcia | Caroline Garcia | 6          | 6          |  |  | 6      | Caroline Garcia | Caroline Garcia | 7      | 6      |  |
|  | 5          | Maria Sakkarī   | Maria Sakkarī   | 3          | 2          |  |  |        |                 |                 |        |        |  |

### Gruppo Tracy Austin
|   |                  | Świątek  | Gauff       | Garcia           | Kasatkina        | RR V-P | Set V-P    | Game V-P    | Classifica |
| 1 | Iga Świątek      |          | 6-3, 6-0    | 6–3, 6–2         | 6–2, 6–3         | 3–0    | 6–0 (100%) | 36–13 (73%) | 1          |
| 4 | Coco Gauff       | 3-6, 0-6 |             | 4–6, 3–6         | 6(6)-7, 3–6      | 0–3    | 0–6 (0%)   | 19–37 (34%) | 4          |
| 6 | Caroline Garcia  | 3–6, 2–6 | 6–4, 6–3    |                  | 4-6, 6-1, 7-6(5) | 2–1    | 4–3 (57%)  | 34–32 (52%) | 2          |
| 8 | Dar'ja Kasatkina | 2–6, 3–6 | 7–6(3), 6–3 | 6-4, 1-6, 6(5)-7 |                  | 1–2    | 3–4 (43%)  | 31–38 (45%) | 3          |

La classifica viene stilata in base ai seguenti criteri: 1) Numero di vittorie; 2) Numero di partite giocate; 3) Scontri diretti (in caso di due giocatori pari merito); 4) Percentuale di set vinti o di game vinti (in caso di tre giocatori pari merito); 5) Decisione della commissione

### Gruppo Nancy Richey
|   |                 | Jabeur           | Pegula         | Sakkarī        | Sabalenka        | RR V-P | Set V-P    | Game V-P    | Classifica |
| 2 | Ons Jabeur      |                  | 1–6, 6–3, 6–3  | 2-6, 3-6       | 6–3, 6(5)-7, 5–7 | 1–2    | 3–5 (38%)  | 35–41 (46%) | 3          |
| 3 | Jessica Pegula  | 6–1, 3–6, 3–6    |                | 6(6)–7, 6(4)–7 | 3-6, 5-7         | 0–3    | 1–6 (14%)  | 32–40 (44%) | 4          |
| 5 | Maria Sakkarī   | 6-2, 6-3         | 7–6(6), 7–6(4) |                | 6–2, 6–4         | 3–0    | 6–0 (100%) | 38–23 (62%) | 1          |
| 7 | Aryna Sabalenka | 3–6, 7–6(5), 7–5 | 6-3, 7-5       | 2–6, 4–6       |                  | 2–1    | 4–3 (57%)  | 36–37 (49%) | 2          |

La classifica viene stilata in base ai seguenti criteri: 1) Numero di vittorie; 2) Numero di partite giocate; 3) Scontri diretti (in caso di due giocatori pari merito); 4) Percentuale di set vinti o di game vinti (in caso di tre giocatori pari merito); 5) Decisione della commissione